# Pedro de Novo y Colson
Pedro de Novo y Colson (Cádiz, octubre de 1846-Madrid, 17 de febrero de 1931) fue un marino, historiador, poeta y dramaturgo español, padre de Pedro de Novo y Fernández Chicarro.

## Biografía
De antiguos ascendientes italianos radicados en Venecia, los Novo, fue Teniente de Navío de la Armada Española, miembro correspondiente de la Real Academia de la Historia y numerario de la Real Academia Española desde 1915. Sus mejores piezas dramáticas son Un archimillonario (1886) y La bofetada (1890). Escribió también obras sobre la historia de la Marina española, destacan Historia de la Guerra de España en el Pacífico y La Nao histórica "Santa María".
Diputado a Cortes por el distrito de Manzanillo entre 1896 y 1898.